# 콜럼비아 신학대학원
콜럼비아 신학대학원(Columbia Theological Seminary)는 미국 장로교회 교단 Presbyterian Church (USA) 에 가입되어 있는 10개의 신학대학원들 중에 하나이다. 콜럼비아 신학대학원은 미국 조지아주 디케이터에 위치해 있다.

## 역사
콜럼비아 신학대학원은 1828년 조지아주 렉싱턴에서 몇 명의 장로교 목사들에 의해 설립되었다. 1830년에 사우스캐롤라이나주 콜럼비아로 이전하면서 지역 명칭을 따서 콜럼비아 신학 대학원으로 명칭을 사용하기 시작했다. 1927년에 조지아주 애틀란타 근교로 이전해서 현재 디케이터에 위치하고 있다. 미국 남북전쟁(American Civil War) 동안 PCCSA (the Presbyterian Church of the Confederate States of America)교단에 소속 되었으나 전쟁후에 PCUS (Presbyterian Church in the United States)로 교단명칭이 바뀌었다. 1880년대에 PCUS교단 내에 우드로우 윌슨 대통령(President Woodrow Wilson)의 삼촌인 제임스 우드로우 교수(James Woodrow), 그리고 진화론을 확신하는 신학교 자연과학 교수의 논쟁적 견해 때문에 진화론에 대한 치열한 신학적 논쟁이 대두 되었고1887-1888년도에 콜럼비아 신학 대학원은 이 논쟁문제로 1년동안 학교를 운영할수가 없었다
국내외적으로 콜럼비아 신대원의 평판을 쌓고 있는 동안에 “생수의 강” 과 “남대서양” 두 대회(Synod)와 함께 콜럼비아 신대원은 역사적 언약들을 믿음으로 지켰다.
1830년에 사우스 캐롤라이나 주에 있는 콜럼비아는 처음으로 신학 대학원으로써 자리매김 하였다. 1925년에는 정식으로 콜럼비아 신학 대학원이라는 이름으로 채택됐다.
1920년도에는 미국 인구가 동남쪽으로 이동했다. 애틀란타는 상업적 경제적 중심지가 되었고 문화적이나 교육적인 기회로 빠르게 성장되었다. 1925년과 1930년 사이에 리차드 길레스피 총장이 리더쉽을 발휘해서 조지아 디케이터에 있는 57 에이커의 땅을 현재 콜럼비아 신학교가 위치하고 있는 시설로 개발하였다. 초기에는 디케이터 지역에 어려움이 있어서 미래의 교육기관으로 불확실 했다. 하지만 1932년에 맥도웰 리차드가 총장으로 당선되면서 그의 리더쉽으로 실질적인 성장을 구가했다. 그는 거의 40년동안 콜럼비아 신학 대학원을 리드했다. 콜럼비아 PCUS 교단의 신학교중의 하나였던 콜럼비아 신학 대학원은 1983년에 PCUS와 United Presbyterian Church in the U.S.A.가 합병이 되면서 PC(U.S.A.) 로 가입되었다.

## 학위 과정

### 일반학위
- 목회학 석사, Master of Divinity – 목회를 준비하는 학생들을 양육 (M.Div.)[1]
- 신학연구 석사, Master of Arts in Theological Studies – 신학적 학문 교육 (M.A.T.S.)[2]
- 실천신학 석사, Master of Arts in Practical Theology -2010년도에 생긴 학위과정으로 기독교 교육, 기독교 리더쉽, 목회적 돌봄과 목회신학 그리고 예배분야를 제공한다. ( M.A.P.T.)[3]

### 고급학위
- 신학석사, Master of Theology – 신학 박사 공부 준비를 위한 학생 (Th.M., like the S.T.M.)[4]
- 목회학 박사, Doctor of Ministry – 목회를 위한 고급학위 (D.Min.)[5]
- 교육 목회학 박사, Doctor of Educational Ministry – 고급 기독교 교육과정 (D.Ed.Min)[6]
- 신학 박사, Doctor of Theology – 목회적 돌봄과 상담을 제공 (Th.D)[7]

### 교환 교류(Exchange Partnership)
콜럼비아 신학 대학원은 서울에 위치하고 있는 장로회신학대학교(Presbyterian University and Theological Seminary)와 자매결연을 맺고 있다. 양 기관의 자매결연을 통해 우수 인력 양성과 효율적인 교육지원체계를 유지하고 있다. 콜럼비아 신학 대학원 국제 교류 위원회는 장로회신학대학교 총장이 추천한 학생들의 신청서를 검토한후 대상자를 선출함.
- 교환 학생 프로그램, (Reciprocal Student Exchange)- 장로회신학대학교 학생은 한 학기를 콜럼비아 신학 대학원에서 수업을 들을 수 있다. 콜럼비아 신학 대학원은 한 학기 동안 교환학생에 필요한 학비, 책값, 거주 비용을 장학금으로 지원함.

## 콜럼비아 신학 대학원 역대 총장들
- 1921-1925 Dr. John M. Wells
- 1925-1930 President Richard T. Gillespie
- 1932-1971 Dr. J. McDowell Richards
- 1971-1976 Dr. C. Benton Kline
- 1976-1987 Dr. J. Davison Philips
- 1987-2000 Dr. Douglas Oldenburg
- 2000-2009 Dr. Laura S. Mendenhall
- 2009–2014 Dr. Stephen A. Hayner

## 콜럼비아 신학 대학원 교직원

### 교수진
- Barbara Brown Taylor, Adjunct Professor of Christian Spirituality, and well-known Episcopal priest and writer.
- David L. Bartlett, Professor Emeritus, writer.
- 조지 톰슨 브라운 G. Thompson Brown, (1921-2014), Professor Emeritus, writer, missionary, Director of the Division of International Mission for the Presbyterian Church (US) (1967–1980), founder of Honam Theological Academy (now Honam Theological University and Seminary).
- William P. Brown, William Marcellus McPheeters Professor of Old Testament, writer.
- Walter Brueggemann, 구약 Professor Emeritus, theologian and writer.

- Erskine Clarke, Professor Emeritus, religious historian.

- Charles Cousar, (1933-2014) Professor Emeritus, New Testament Scholar, author.

- Justo Gonzalez, adjunct professor with an international reputation for his contributions to Historical theology.

- Joan Gray, Interim Vice President for Student Services and Dean of Students, former Moderator of the 217th General Assembly.

- Catherine Gunsalus Gonzalez, Professor Emerita, writer.

- Charles Colcock Jones, Sr., professor (1835–38, 1847–50), patriarch of the family chronicled in Children of Pride (1972) and Erskine Clarke's Dwelling Place (2005).

- Ben Campbell Johnson, Professor Emeritus of Evangelism, former Director of Spirituality, writer.

- Jasper Keith, Professor Emeritus of Pastoral Care and Counseling, clinical chaplain.

- Sara Myers, Professor Emerita, theological librarian.

- Kathleen M. O'Connor, Old Testament Professor Emerita, writer.

- William Swan Plumer, (1802-1880), Professor of Didactic and Polemic Theology (1867-1875) and Professor of Pastoral, Casuistic, and Historical Theology (1875-1880).

- 이승만 (종교인) Syngman Rhee (Presbyterian minister), (1931-2015), Distinguished Visiting Professor for Global Leadership Development
- Marcia Y. Riggs, J. Erskine Love Professor of Christian Ethics and Director of ThM Program, writer.

- George Stroup, J.B. Green Professor Emeritus of Theology, author.
- James Henley Thornwell, (1812-1862) professor of theology post-1855; president of South Carolina College, leader in organizing the Presbyterian Church in the Confederate States.

- Ralph Watkins, Peachtree Associate Professor of Evangelism and Church Growth

- Joseph R. Wilson, father of Woodrow Wilson, faculty member following the Civil War.

- James Woodrow (Professor)|James Woodrow, first Perkins Professor of Natural Science, uncle of president Woodrow Wilson and controversial professor

- Brian Wren, Conant Professor of Worship

### 동문
- Charles Cousar, BD 1958.
- Leon Carroll, MDiv 1968.
- D. James Kennedy, graduate.
- John H. Leith, graduate.
- Peter Marshall (preacher)|Peter Marshall, 1931 graduate, twice Chaplain of the United States Senate.
- Ben Mathes, graduate, Missionary, founder of Rivers of the World.
- J. Vernon McGee, graduate (1933), founder of Thru The Bible Radio Network.
- Benjamin Morgan Palmer, graduate (1841); Professor of Church History and Polity (1854-1856), first Moderator of the Presbyterian Church in the Confederate States.
- Ian Punnett, graduate, radio talk show host.
- James M. Robinson, 1946 graduate, New Testament scholar
- John Leighton Wilson, 1833 graduate; first missionaries to West Africa by the American Board of Commissioners for Foreign Missions.